# Hornberg
Hornberg (pronunciación en alemán: /ˈhɔʁnˌbɛʁk/ⓘ) es una ciudad en el valle del Gutach en el distrito de Ortenau en la Selva Negra Central en Baden-Wurtemberg, Alemania, aproximadamente 45 km al sureste de Offenburg. Las aldeas Niederwasser y Reichenbach son barrios de Hornberg. Reichenbach es una de las aldeas donde el sombrero de pompones tiene su origen.